# 1287
Évszázadok: 12. század – 13. század – 14. század
Évtizedek: 1230-as évek – 1240-es évek – 1250-es évek – 1260-as évek – 1270-es évek – 1280-as évek – 1290-es évek – 1300-as évek – 1310-es évek – 1320-as évek – 1330-as évek
Évek: 1282 – 1283 – 1284 – 1285 –  1286 – 1287 – 1288 – 1289 – 1290 – 1291 – 1292

## Események
- A kőszegiek András herceget léptetik fel IV. László ellen, I. Albert osztrák herceg pedig elfoglalja Pozsonyt. Erre László a nogaji tatár kánnal kíván szövetségre lépni, ez azonban általános felkelést vált ki. A főpapok a pápához fordulnak aki felhatalmazást ad országos zsinat tartására. A zsinat Lászlót és híveit kiközösíti az egyházból.
- október 19. – VII. Bohemond gyermektelen halálával a húga, Lúcia megörökölte a Tripoliszi Grófságot, valamint az antiochiai hercegi címet. Lúcia ekkor a Nápolyi (Szicíliai) Királyságban tartózkodott, így Bohemond és Lúcia anyjának, Szibilla özvegy hercegnének ajánlották fel a kormányzást, aki már fia kiskorúsága idején is vitte a kormányrudat, de nézeteltérés alakult ki a hercegné és a város vezetése között, ezért Szibilla lemondott a hatalomról, és hazájába, Kis-Örményországba távozott.
- december 14. – Egy heves vihar következtében a tenger átcsapott a holland partokat védő természetes gátakon és létrejött a Zuiderzee beltenger. Az áradásnak 50 000 ember esik áldozatul.
- Linköping svéd település városi rangot kap.
- Az első írásos emlék a bécsi önkormányzat élén álló polgármesterről.[1]

## Halálozások
- április 3. – IV. Honoriusz pápa (* 1200)[2]
- október 19. – VII. Bohemond antiochiai herceg (* 1260/62)